# Eine
Pour l’article homonyme, voir Simon Eine.
Eine est une section de la ville belge d'Audenarde située en Région flamande dans la province de Flandre-Orientale. C'était une commune à part entière avant la fusion des communes de 1965.

## Histoire
Dans le passé, Eyne était le siège d'une seigneurie, érigée avant 1612, en baronnie. En 1612, le titulaire en est Jacques de Langlée. Le 30 juillet 1612, Jacques de Langlée, baron d'Eyne, seigneur de Pecq, souverain bailli du pays et comté de Flandre, grand bailli de Gand, bénéficie de lettres données à Bruxelles, érigeant la terre de Pecq en baronnie.

## Démographie

### Évolution démographique
- Sources : INS, Rem. : 1831 jusqu'en 1961 = recensements[3].